# 周武王
周武王（前1076年—前1043年），姬姓，名发，諡武，又名为珷帝日丁。西周創建者，第一代天子，青铜器铭文珷，是西伯昌与太姒的嫡次子。其正妻为邑姜。夏商周斷代工程斷代其在位時間為前1046年至前1043年，《劍橋中國史》推測其在位時間约為前1049年至前1043年。傳統上，周武王同堯、舜、禹、湯和周文王一向為後世儒家人物所尊崇的先秦明君。周武王滅商伐纣後，商遗民的勢力仍然強大，東面又散居着多個部落，地處西方的周難以直接控制他們，於是實行封建制度。

## 生平
周文王在十五歲時生周武王。周文王临死时嘱附周武王早图攻克商朝。

### 牧野之战
受命十一年（約前1046年），商纣（帝辛）不顧慮財政，持續發動征討東南夷的戰爭，已把商朝弄得國困民乏。周武王见时机己到，便联合庸、蜀、羌、髳、卢、彭、濮等部族，亲自率領战车三百辆，虎贲三千人、甲士四萬五千人，进攻商朝陪都朝歌，在牧野發動戰鬥，血流漂杵。《尚书·武成》：「会于牧野，罔有敌于我师，前徒倒戈，攻于后以北，血流漂杵。」《论衡》说：「察《武成》之篇，牧野之战，血流浮杵，赤地千里。由此言之，周之取殷，与汉、秦一实也。而云取殷易，兵不血刃，美武王之德，增益其实也。」
一些有奴派学者认为，商朝因為軍隊人數不足，要將奴隶臨時武裝起來，商朝奴隸阵前突然倒戈，反攻商军，商军最終不敵周國士兵大败，商纣王繼而自焚于鹿臺，周武王以鉞砍紂王遺體，代表誅殺商紂，商朝覆亡，史稱武王克殷。但是无奴学派普遍认为商朝不是奴隶社会，商代士兵不可能由奴隶充当，而当时的将领又由各级贵族担任，因此史书记载的“军队倒戈”实际上是贵族叛乱。

### 建立周朝
滅商後，周武王建立周朝，定都镐京（今陕西西安西南），追封父親西伯昌為周文王，再将枉死於商紂王之手的比干改葬，和释放被商纣王禁錮的箕子。
由于商朝餘部的勢力依然殘存，周武王于是對商朝餘部實行懷柔政策，先將商紂王的兒子武庚封在商朝的首都殷，再分别分封自己三个王弟，管叔鮮、蔡叔度及霍叔處於管国（河南鄭州），蔡国（河南上蔡），霍国（山西霍州），是為三監，包圍看管武庚及其商朝餘部。又將神农氏的后人封于焦，黄帝的后人封于祝（济南长清区），尧的后人的一支封於蓟，为公爵（今北京丰台区莲花池公园一带）（尧的另一支仍居唐国，为侯爵，不久为周公所灭 ，后人迁至杜国，为伯爵 ）。舜的后人封于陈（河南淮阳），夏朝的后人封于杞（河南杞县）。周的開國功臣如：召公封于燕，太公望封於齊（現今山東省）。
周武王得天下後，憂國憂民，自夜不寐。

### 寿命与驾崩
攻克殷商三年後（約前1043年），周武王便驾崩。按照武王受命伐殷在（文王）十一年，周成王十三岁继位（1043年），武王生周成王应该在20岁左右，故武王生年当在前1076年，英年34岁。
關於周武王年寿有多種説法：
- 《今本竹书纪年》説是九十四岁。
- 《礼记·文王世子》說是九十三岁[8]。
- 《史记·周本纪》説是六十多歲[9][10]。
- 《今本竹书纪年疏证》説是五十四岁[11]。
- 陶弘景《真诰》中説是四十五岁[12]

元年夏天六月，周武王葬于毕。由周公旦、召公奭和太公望輔佐繼承人周成王。

## 避讳
在漢字文化圈诸国一些史书版本中，出于为自己君王避讳的传统或因袭传抄原因，有的将“周武王”写为“周虎王”，如高丽史书《三国遗事》和《帝王韵记》，为高丽惠宗“王武”避讳即改“武”为諧音的“虎”。

## 十亂
《尚書·泰誓》：「予（周武王）有亂臣十人，同心同德。」孔傳：「我治理之臣雖少而心德同。」孔穎達疏：「《釋詁》云：亂，治也。」晉·潘岳《西征賦》：「豈三聖之敢夢，竊十亂之或希。」《樂府詩集·郊廟歌辭十一·唐昭德皇后廟樂章》：「辰位列四星，帝功參十亂。」明·李贄《答以女人學道為見短書》：「邑姜以一婦人而足九人之數，不妨其與周、召、太公之流並為十亂。」後因以「十亂」指上述十個輔佐周武王治國平亂的大臣。十人為：
- 周公旦
- 召公奭
- 太公望
- 畢公高
- 榮伯（榮公）
- 太顛
- 閎夭
- 散宜生
- 南宮适
- 文母（一說指文王之后太姒，一說指武王之妻邑姜）。

## 家庭

### 父母
- 周文王
- 太姒

### 兄弟
- 長兄伯邑考，母為太姒。早卒
- 三弟管叔鮮，母為太姒。與蔡叔度、霍叔處并称周初三监，監護殷商的頑軍遺民，後與蔡叔度、霍叔處、武庚發動三監之亂，聲討周公。兵敗被殺。封國被廢。
- 四弟周文公旦，母為太姒。
- 五弟蔡叔度，母為太姒。與管叔鮮、霍叔處、武庚發動了著名的三監之亂，聲討周公。兵败后被流放于郭邻，卒于迁所。周公命蔡叔度子蔡仲繼任。
- 六弟衛康叔，母為太姒。平定三监之乱后，於前商朝故墟朝歌建立衞國，徙封康叔于衞。
- 七弟郕叔武，母為太姒。
- 八弟霍叔處，母為太姒。與管叔鮮、蔡叔度、武庚發動了著名的三監之亂，聲討周公。兵败后被貶为庶人，周公旦命霍叔处的儿子继任。
- 九弟毛叔鄭，母為太姒。
- 十弟冉季載，母為太姒。由四兄封季载在聃國，在今河南颍州西，為周司空以輔佐周成王。
- 十一弟郜叔
- 十二弟雍伯
- 十三弟曹叔振鐸
- 十四弟错叔绣
- 十五弟畢公高
- 十六弟原伯
- 十七弟酆侯
- 十八弟郇伯

### 妻妾
- 邑姜，姜姓，齐太公吕尚之女。

### 子女
- 周成王誦：為周武王與邑姜所生。
- 邘叔
- 唐叔虞：為周武王與邑姜所生。
- 應侯
- 韓侯
- 大姬，长女，陈国君主胡公满妻

| 前任： 周文王 | 西伯侯 約前1049－約前1046           | 繼任： ─ |
| ─             | 周天子 西周第1代 約前1046－約前1043 | 周成王   |
| 商紂王        | 中國國君 約前1046－約前1043         | 周成王   |

## 影視作品

### 電視劇
| 年份   | 劇名                 | 演員   | 製作單位             | 備註 |
| ------ | -------------------- | ------ | -------------------- | ---- |
| 1990年 | 《封神榜》           | 張曉林 | 上海電視劇製作中心   |      |
| 2000年 | 《封神榜》           | 林佑星 | 中國電視公司（中視） |      |
| 2001年 | 《封神榜》           | 張松枝 | 香港電視廣播有限公司 |      |
| 2006年 | 《封神榜之鳳鳴岐山》 | 周杰   | 中國中央電視台       |      |
| 2009年 | 《封神榜之武王伐紂》 | 黃維德 | 中國中央電視台       |      |
| 2014年 | 《封神英雄榜》       | 張迪   | 山東衛視             |      |
| 2015年 | 《封神英雄》         | 張迪   | 安徽衛視             |      |
| 2019年 | 《龍族的後裔》       | 宋宗軒 |                      |      |
| 2019年 | 《封神演義》         | 張博   |                      |      |
| 待播   | 《哪吒與楊戩》       | 丁野   |                      |      |
| 待播   | 《封神之天啟》       | 張睿   |                      |      |
| 待播   | 《夢回朝歌》         | 張哲瀚 |                      |      |

### 電影
| 年份   | 劇名                     | 演員 | 製作單位 | 備註 |
| ------ | ------------------------ | ---- | -------- | ---- |
| 2023年 | 《封神第一部：朝歌风云》 | 于适 |          |      |